# Pociejów (Seroczyn)
Pociejów – część wsi Seroczyn w Polsce,  położona w województwie mazowieckim, w powiecie siedleckim, w gminie Wodynie.
W latach 1975–1998 Pociejów administracyjnie należał do województwa siedleckiego.